# Prosopocoilus girafa nishikawai
Prosopocoilus girafa nishikawai es una especie de coleóptero de la familia Lucanidae.

## Distribución geográfica
Habita en las islas Sangihe (Filipinas).